# Mona de nit de Spix
La mona de nit de Spix (Aotus vociferans) és una espècie de primat originari de Sud-amèrica. Aquesta mona de nit viu al Brasil, Colòmbia, l'Equador i el Perú.